# Николаева, Александра Васильевна
Алекса́ндра Васи́льевна Никола́ева (бел. Аляксандра Васілеўна Нікалаева; 4 ноября 1906, Санкт-Петербург — 16 января 1997, Минск) — советская белорусская артистка балета. Член ВКП(б) с 1947 года. Народная артистка Белорусской ССР (1945).

## Биография
Родилась 22 октября (4 ноября) 1906 года в Санкт-Петербурге.
В 1925 окончила Школу русского балета в Ленинграде (руководитель А. Л. Волынский), а в 1929 году — Ленинградское хореографическое училище (педагог М. Ф. Романова).
Работала в музыкальных театрах Ленинграда и других городов.
В 1934—1960 годах одна из ведущих танцовщиц БелГАТОБ. Исполнительское искусство А. В. Николаевой характеризовалось большой эмоциональностью, высоким мастерством.
В 1949—1961 годах педагог и художественный руководитель, с 1961 года педагог Белорусского хореографического училища.
Умерла 16 января 1997 года в Минске.

## Балетные партии
- «Соловей» М. Е. Крошнера — Зося (первая исполнительница),
- «Князь-Озеро» В. А. Золотарёва — Надейка (первая исполнительница),
- «Коппелия» Л. Делиба — Сванильда,
- «Конёк-Горбунок» Ц. Пуни — Царь-девица,
- «Лебединое озеро» П. И. Чайковского — Одетта-Одиллия,
- «Тщетная предосторожность» — Лиза,
- «Бахчисарайский фонтан» Б. В. Асафьева — Зарема,
- «Красный мак» Р. М. Глиэра — Тао Хоа,
- «Дон Кихот» Л. Ф. Минкуса — Китри,
- «Спящая красавица» П. И. Чайковского — Аврора,
- «Испанское каприччио» Н. А. Римского-Корсакова — Гитана.

## Награды и премии
- орден Трудового Красного Знамени (30.12.1948, 25.02.1955)
- орден «Знак Почёта» (20.06.1940) — за выдающиеся заслуги в деле развития белорусского театрального и музыкального искусства[2]
- народная артистка Белорусской ССР (1945)
- Сталинская премия второй степени (1950) — за исполнение партии Надейки в балетном спектакле «Князь-озеро» А. В. Золотарёва.